# Parmotrema fractum
Parmotrema fractum är en lavart som först beskrevs av Hale, och fick sitt nu gällande namn av Hale. Parmotrema fractum ingår i släktet Parmotrema och familjen Parmeliaceae.   Inga underarter finns listade i Catalogue of Life.